# Osteonectina
L'osteonectina è una glicoproteina strutturale presente nel tessuto osseo. È secreta dagli osteoblasti durante l'osteogenesi per favorire la formazione di cristalli minerali. L'osteonectina mostra affinità per il collagene, oltre che per la componente minerale ossea. Alcuni studi hanno mostrato un'aumentata espressione di questa proteina in alcuni tumori e nella pancreatite cronica.
L'osteonectina è inoltre coinvolta nei processi di cicatrizzazione e rimodellamento tessutale.